# Eleição de liderança do Partido Conservador de 2019

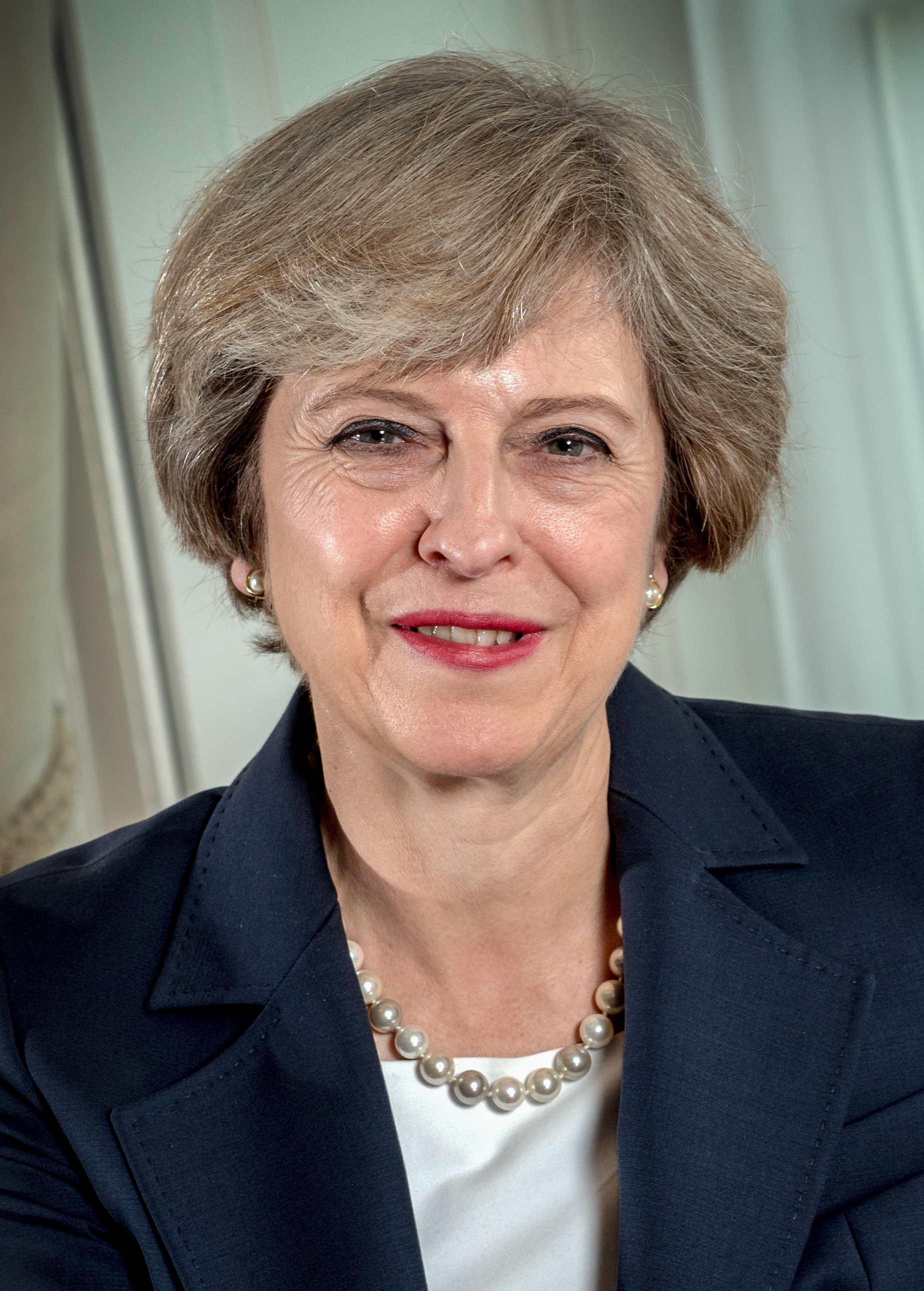
Líder do partido e primeiro-ministro Theresa May 2016.

A eleição de liderança do Partido Conservador de 2019 foi desencadeada quando Theresa May anunciou em 24 de maio de 2019 que renunciaria como líder do Partido Conservador em 7 de junho, e renunciaria como primeiro-ministra do Reino Unido uma vez que um sucessor fosse eleito.
As indicações foram abertas em 10 de junho; 10 candidatos foram indicados. A primeira votação dos membros do Parlamento (MPs) ocorreu no dia 13 de junho, com escrutínios exaustivos dos parlamentares também nos dias 18, 19 e 20 de junho, reduzindo os candidatos a dois. A adesão geral do partido elegeu o líder por escrutínio postal; o resultado foi anunciado em 23 de julho, com Boris Johnson sendo eleito com quase o dobro de votos que seu oponente Jeremy Hunt.
A especulação sobre uma eleição de liderança surgiu pela primeira vez após o desempenho do partido nas eleições gerais de 2017. Theresa May havia convocado as eleições na esperança de aumentar sua maioria parlamentar para as negociações do Brexit. No entanto, os conservadores perderam sua maioria geral na Câmara dos Comuns. A especulação subsequente surgiu das dificuldades que May teve em obter um acordo do Brexit aceitável para o Partido Conservador. Estes aumentaram em novembro de 2018, com membros da facção eurocética do partido, conhecida como European Research pressionando por um voto de desconfiança em May; o número mínimo de quarenta e oito cartas necessárias para forçar um voto de confiança foi atingido em dezembro de 2018; no entanto, May ganhou a votação e permaneceu no cargo. No início de 2019, o Parlamento votou repetidamente contra o acordo do Brexit proposto por May, levando à sua renúncia. 
A primeira eleição de liderança dos membros do Partido Conservador feita pelo voto popular foi realizada em 2001, mas desde então o partido estava na oposição, exceto na eleição de liderança do partido em 2016, que terminou com a retirada da candidatura de Andrea Leadsom antes do voto dos membros. Johnson tornou-se então o primeiro líder do Partido Conservador eleito pelos membros a assumir imediatamente o papel de primeiro-ministro do Reino Unido.

## Background
Após o referendo de 2016 da União Europeia no Reino Unido, 52% a 48% votaram a favor da saída, David Cameron renunciou ao cargo de líder do Partido Conservador e como primeiro-ministro, provocando a eleição de liderança do Partido Conservador de 2016.  Theresa May, então servindo como Secretária do Interior, venceu o concurso após a retirada de Andrea Leadsom, e sucedeu Cameron como primeiro-ministro em 13 de julho de 2016. Os candidatos necessitarão das nomeações de 8 deputados do Partido Conservador e as nomeações estavam abertas entre as 10 e as 17 horas do dia 10 de Junho, com a primeira votação dos deputados a 13 de Junho. Depois de exaustivas cédulas de deputados reduziram os candidatos a dois, a filiação geral do partido elegerá o líder por cédula postal com o resultado a ser anunciado em 22 de julho. 

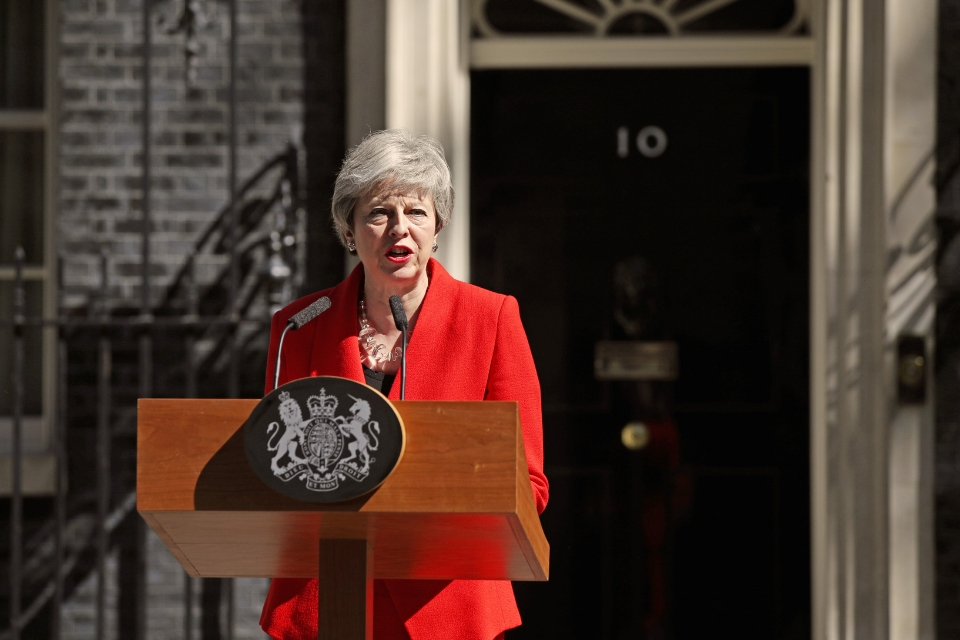
May fala sobre sua renúncia em 10 Downing Street, em 24 de maio

## Candidatos
A partir de 10 de junho de 2019, os dez deputados que se seguiram declararam a sua intenção de defender a liderança do Partido Conservador. No total, 215 dos 313 deputados conservadores estão atualmente apoiando abertamente uma candidatura de qualquer um dos candidatos. 
| Candidate                      | Political roles | Announced   | Proposer and Seconder                   | Public support from MPs (prior to first ballot) |
| ------------------------------ | --- | ----------- | --------------------------------------- | ----------------------------------------------- |
| Michael Gove                   | MP for Surrey Heath (since 2005) Environment Secretary (since 2017) Justice Secretary (2015–2016) Commons Chief Whip (2014–2015) Education Secretary (2010–2014) | 26 May 2019 | George Eustice and Nicky Morgan         | 35 / 313                                        |
| Matt Hancock                   | MP for West Suffolk (since 2010) Health Secretary (since 2018) Culture Secretary (2018)                                                                          | 25 May 2019 | Damian Green and Tracey Crouch          | 14 / 313                                        |
| Mark Harper                    | MP for Forest of Dean (since 2005) Commons Chief Whip (2015–2016)                                                                                                | 30 May 2019 | Jackie Doyle-Price and Steve Double     | 7 / 313                                         |
| Jeremy Richard Streynsham Hunt | MP for South West Surrey (since 2005) Foreign Secretary (since 2018) Health Secretary (2012–2018) Culture Secretary (2010–2012)                                  | 24 May 2019 | Liam Fox and Patrick McLoughlin         | 35 / 313                                        |
| Sajid Javid                    | MP for Bromsgrove (since 2010) Home Secretary (since 2018) Communities Secretary (2016–2018) Business Secretary (2015–2016) Culture Secretary (2014–2015)        | 27 May 2019 | Robert Halfon and Victoria Atkins       | 19 / 313                                        |
| Boris Johnson                  | MP for Uxbridge and South Ruislip (since 2015) Foreign Secretary (2016–2018) Mayor of London (2008–2016) MP for Henley (2001–2008)                               | 16 May 2019 | Liz Truss and Ben Wallace               | 64 / 313                                        |
| Andrea Leadsom                 | MP for South Northamptonshire (since 2010) Leader of the House of Commons (2017–2019) Environment Secretary (2016–2017)                                          | 25 May 2019 | Chris Heaton-Harris and Heather Wheeler | 5 / 313                                         |
| Esther McVey                   | MP for Tatton (since 2017) Work and Pensions Secretary (2018) MP for Wirral West (2010–2015)                                                                     | 9 May 2019  | Gary Streeter and Ben Bradley           | 6 / 313                                         |
| Dominic Raab                   | MP for Esher and Walton (since 2010) Brexit Secretary (2018) | 25 May 2019 | David Davis and Maria Miller            | 24 / 313                                        |
| Rory Stewart                   | MP for Penrith and the Border (since 2010) International Development Secretary (since 2019)                                                                      | 2 May 2019  | David Gauke and Victoria Prentis        | 6 / 313                                         |

| Encontro            | Locutor de rádio | Apresentador (s)     | Localização                         | Candidatos Convidados                              |
| ------------------- | ---------------- | -------------------- | ----------------------------------- | -------------------------------------------------- |
| 16 de junho de 2019 | Channel 4        | Krishnan Guru-Murthy | Desconhecido                        | Todos os candidatos que ainda não foram eliminados |
| 18 de junho de 2019 | BBC              | Emily Maitlis        | TBC                                 | Todos os candidatos que ainda não foram eliminados |
| Julho de 2019       | BBC              | Fiona Bruce          | TBC                                 | Final 2 Candidatos                                 |
| Julho de 2019       | Notícias da Sky  | Kay Burley           | Estúdios do céu, Isleworth, Londres | Final 2 Candidatos                                 |

## 30em
1. ↑  «Brexit: David Cameron resignation sparks Tory party leadership contest». The Guardian
2. ↑  «Theresa May will become UK Prime Minister on Wednesday». bbc.co.uk
3. ↑  «Tory leadership: Gove becomes eighth candidate to enter race». BBC
4. ↑  «Race to be new prime minister begins»
5. ↑  «Mark Harper joins Tory leadership race» (em inglês)
6. ↑  «VIDEO: Jeremy Hunt confirms Tory leadership bid at Haslemere Festival». Farnham Herald
7. ↑  «Sajid Javid to run for Tory party leader». BBC
8. ↑  «Boris Johnson confirms bid for Tory leadership»
9. ↑  «Raab and Leadsom become latest Tories to announce leadership bids». Evening Standard (em inglês)
10. ↑  «Esther McVey announces Conservative leadership bid». BBC News
11. ↑  «Tory leadership: Dominic Raab enters race». BBC News
12. ↑  «Rory Stewart: I'd bring country together as PM». BBC News